# Capital e Juros
Capital e Juros (em alemão:  Kapital und Kapitalzins) é um trabalho em três volumes sobre finanças publicado pelo economista austríaco Eugen Böhm von Bawerk (1851–1914).
Os dois primeiros volumes foram publicados na década de 1880, quando ele lecionava na Universidade de Innsbruck.
O primeiro volume de Capital e Juros, intitulado History and Critique of Interest Theories (1884), é um levantamento exaustivo dos tratamentos alternativos do fenômeno de Juros: teorias do uso, teorias de produtividade, teorias da abstinência e muito mais.
Neste trabalho, Böhm-Bawerk baseou-se nas ideias de preferência temporal de Carl Menger, insistindo que há sempre uma diferença de valor entre os bens presentes e os bens futuros de igual qualidade, quantidade e forma. Além disso, o valor dos bens futuros diminui à medida que aumenta o tempo necessário para sua conclusão.
Böhm-Bawerk citou três razões para esta diferença de valor. Em primeiro lugar, em uma economia em crescimento, a oferta de bens será sempre maior no futuro do que é no presente. Em segundo lugar, as pessoas têm tendência a subestimar suas necessidades futuras devido ao descuido e à curta antecipação. Finalmente, os empresários preferem iniciar a produção com os bens atualmente disponíveis, em vez de esperar por bens futuros e retardar a produção.
Também foi incluída uma crítica à teoria da exploração de Marx. Böhm-Bawerk argumentou que os capitalistas não exploram os trabalhadores; eles acomodam os trabalhadores – fornecendo-lhes renda muito antes da receita da produção que eles ajudaram a produzir.
A Teoria Positiva do Capital de Böhm-Bawerk (1889), oferecida como o segundo volume de Capital e Juros, elaborada sobre os processos de produção demorados da economia e sobre os pagamentos de juros que eles implicam. Livro III, Valor e Preço, construído sobre os Princípios do Menger para apresentar uma versão distintamente austríaca do marginalismo. Para ilustrar o marginalismo, ele deu o seguinte exemplo:
Um agricultor pioneiro tinha cinco sacos de grãos, sem forma de vendê-los ou comprar mais. Ele tinha cinco usos possíveis - como alimento básico para si mesmo, alimento para construir força, alimento para suas galinhas para variação alimentar, ingrediente para fazer uísque e alimentar seus papagaios a fim de diverti-lo. Então o agricultor perdeu um saco de grãos. Em vez de reduzir cada atividade em um quinto, o agricultor simplesmente matou os papagaios de fome porque eles eram menos úteis que os outros quatro usos, em outras palavras, eles estavam à margem. E é na margem, e não com vistas ao quadro geral, que tomamos decisões econômicas.
Karl Marx, no entanto, morreu antes que a revolução do marginalismo fosse finalmente aceita como ortodoxia e, portanto, não foi capaz de refazer esse desafio fundamental ao seu esquema. É por isso que a maioria dos marxistas ortodoxos ainda se apegam à teoria do valor-trabalho.
Outros ensaios sobre capital e juros (1921) foram iniciados como apêndices do segundo volume, mas apareceram como um terceiro volume.
Todos os três volumes foram recentemente publicados juntos como um encadernado pela Libertarian Press. A edição da Libertarian Press foi traduzida por Hans Sennholz e publicada pela primeira vez em 1959.